# Polzet atlàntic
El polzet atlàntic (Furipterus horrens) és una espècie de ratpenat de la família dels furiptèrids. Viu a Costa Rica, el Brasil, Veneçuela, Colòmbia, l'Equador, Surinam, la Guaiana Francesa, Guyana, Panamà, Trinitat i Tobago i el Perú. És un ratpenat insectívor i diminut, amb els avantbraços de 33-41 mm i un pes de 2-5 g. Malgrat que el gènere Furipterus tradicionalment ha estat considerat monotípic, hi ha indicis considerables que les poblacions de F. horrens representen diverses espècies.